# China Open 1987
Die China Open 1987 im Badminton fanden vom 7. bis zum 12. April 1987 in Nanjing statt. Das Preisgeld betrug 35.000 US-Dollar.

## Finalresultate
| Disziplin    | Sieger                | Finalist                | Ergebnis          |
| ------------ | --------------------- | ----------------------- | ----------------- |
| Herreneinzel | Zhao Jianhua          | Xiong Guobao            | 15-10, 8-15, 15-6 |
| Dameneinzel  | Li Lingwei            | Han Aiping              | 6-11, 11-5, 12-10 |
| Herrendoppel | Li Yongbo Tian Bingyi | Zhang Qiang Zhou Jincan | 15-10, 15-6       |
| Damendoppel  | Lin Ying Guan Weizhen | Wu Jianqiu Lao Yujing   | 15-5, 15-2        |
| Mixed        | Zhou Jincan Lin Ying  | He Shangquan Xie Yufen  | 15-11, 15-1       |